# Martin Poljovka
Martin Poljovka (* 9. ledna 1975, Banská Bystrica) je bývalý slovenský fotbalový obránce. Naposledy působil v FK Dukla Banská Bystrica.

## Fotbalová kariéra
Svoji fotbalovou kariéru začal tento obránce v FK Dukla Banská Bystrica. Následně v roce 1997 zamířil do FC Spartak Trnava. Od roku 2007 působil opět v FK Dukla Banská Bystrica, kde vykonával pozici kapitána. Po sezoně 2012/13 ukončil kariéru.